# Szabadszentkirály
Szabadszentkirály es un pueblo ubicado en el distrito de Szentlőrinc, en el condado de Baranya, Hungría.

## Superficie
Posee una superficie de 12,69 kilómetros cuadrados.

## Demografía
Hasta 2019 la población era de 702 habitantes, con una densidad de población de 55,32 habitantes por kilómetro cuadrado.